# Garrocha
La garrocha és una vara llarga que usen els picadors per aturar i picar als toros.

## Característiques
La seva longitud (que no és la mateixa en totes les places de toros) no baixa de 4 vares, inclòs el casquet en què està la puya; seu gruix és d'unes dues polzades de diàmetre. La puya amb el casquet té una longitud de 16 cm aproximadament o sigui: 6 o 7 l'acer de tres talls (que és la puya) i 9 o 10 el canó o cilindre, dins el qual entra el pal rodó de la vara.

## El salt de lagarrocha
El salt de la garrocha és una acció del toreig que consisteix en el fet que, proveït d'una garrocha, el torero s'apropa corrents cap al toro amb la finalitat d'«alegrar-lo» i fer-li provocar la violència necessària; en arribar a prop del toro, el torero, recolzant-se en el pal, s'eleva com si anés a travessar un rierol, anant a caure a la part del darrere de l'animal, unes vegades amb la garrocha agafada i altres vegades deixant-la anar. Si la garrotxa té puya, l'ha de clavar a terra per a més seguretat; si no la té, es procurarà posar per avall la part més prima.
Aquest salt s'ha d'executar amb toros acabats de sortir del corral, rampells en la seva escomesa; mai amb els mancats de facultats, perquè poden aturar-se i el torero pot caure sobre el toro, ni amb els revoltosos, perquè el seu zel pels objectes els fa regirar fàcilment i podrien agafar al torero.

## Galeria d'imatges

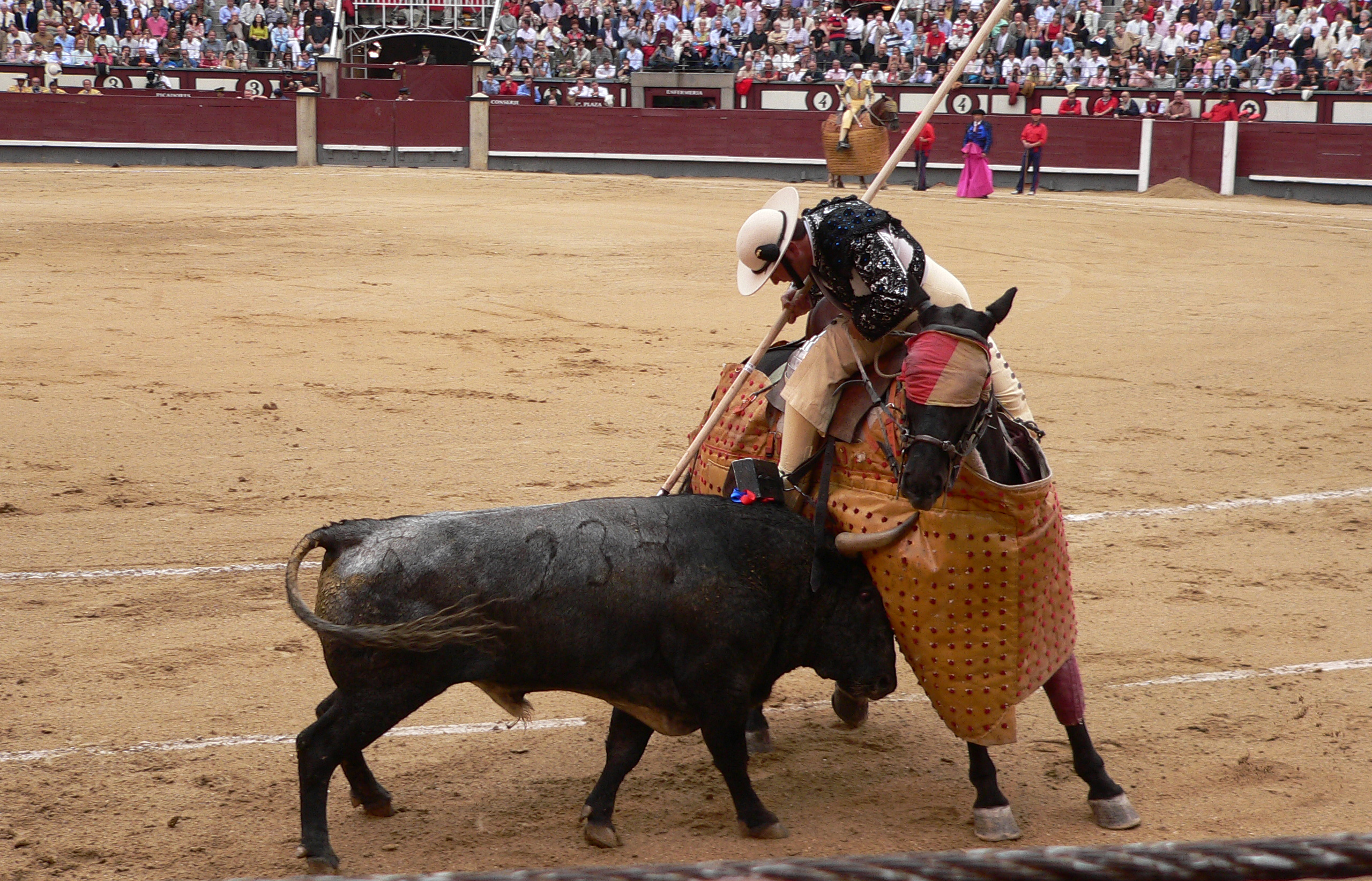
Picador amb garrocha
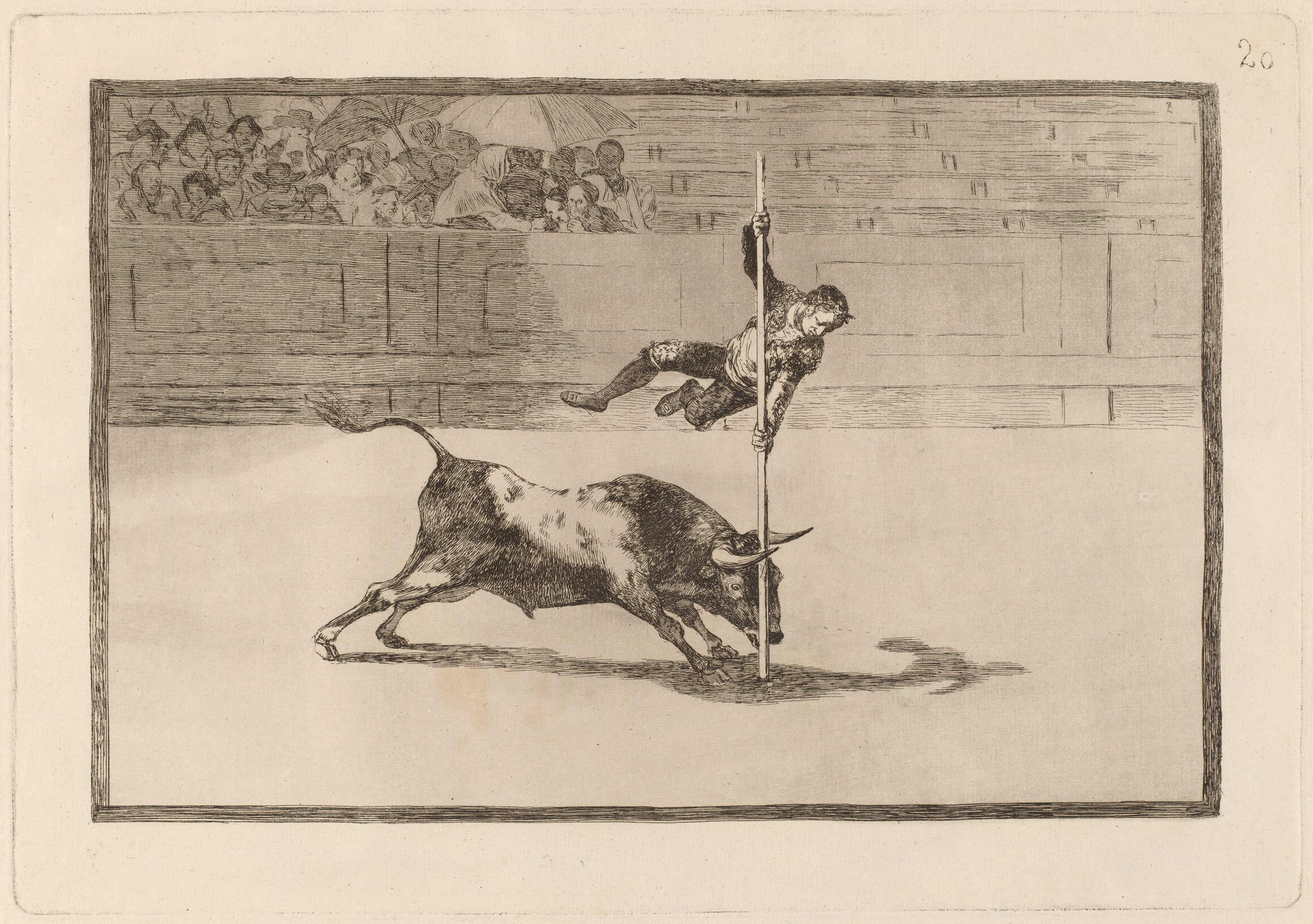
El salt de la garrocha en un gravat de Francisco de Goya, 1816
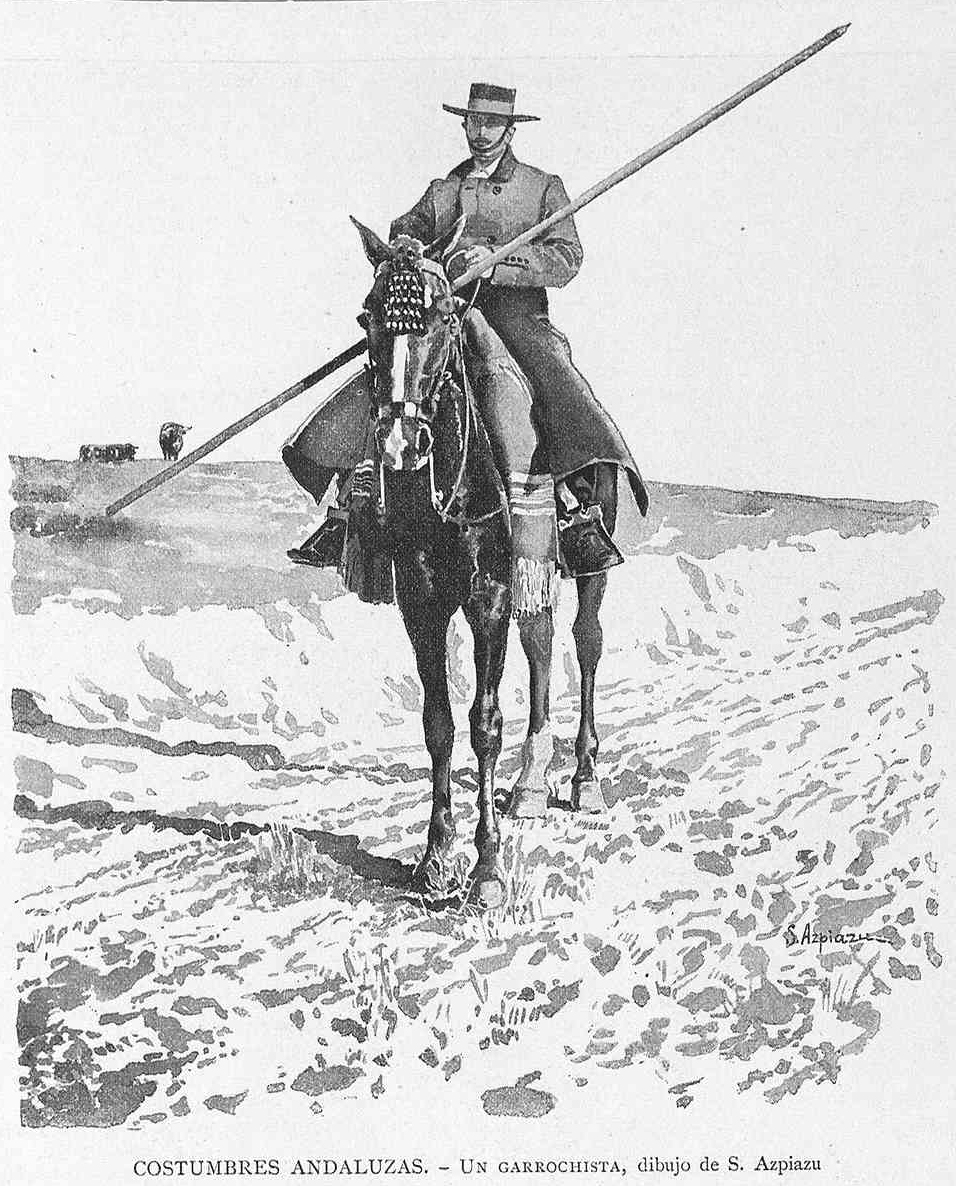
Un garrochista. Il·lustració artística de Salvador Azpiazu per a Costumbres andaluzas. Acoso, derribo y tienta, 1897
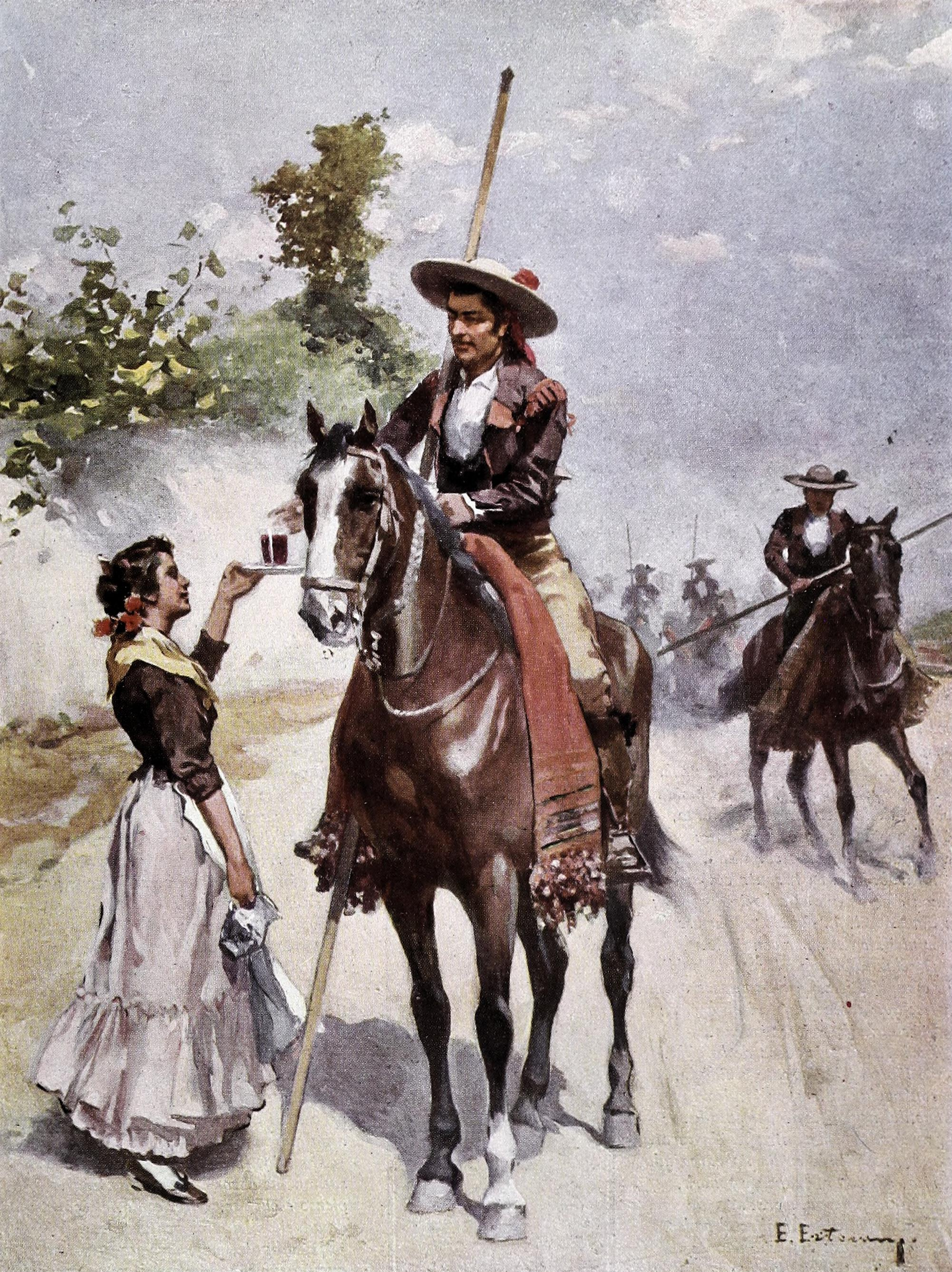
«Los garrochistas de Bailén» per Enrique Estevan y Vicente, 1905